# 噛みタバコ

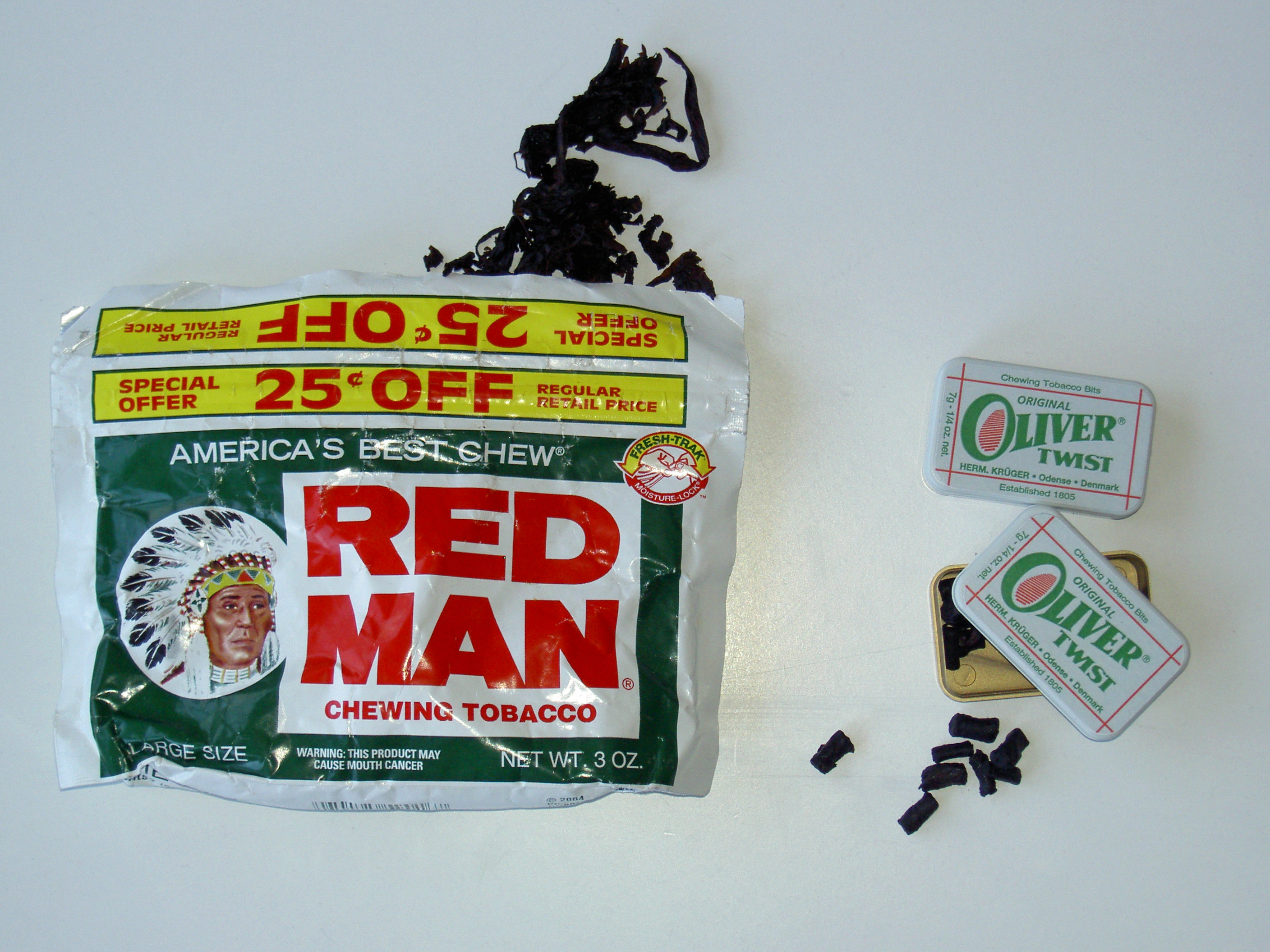
アメリカのレッドマンのルーズリーフとデンマークのオリバー・ツイスト・タバコのビットは、噛みタバコの代表的なブランドである。

噛みタバコ（かみタバコ）は、頬と歯茎あるいは上唇と歯の間にタバコの一部を挟み、噛むことによって摂取する無煙たばこの一種。未粉砕の状態であるため、風味やニコチンを感じるためには噛み砕く必要がある。その後、口の中の分泌液（唾液、痰）は吐き出す。
現代の噛みタバコのほぼすべてにおいて、葉の熟成、切断、発酵、加工、甘味付けなどのプロセスを経ている。歴史的には南北戦争時代に人気を博したアメリカの噛みタバコのブランドの多くは、葉巻の切れ端を用いて製作されていた。

## 歴史

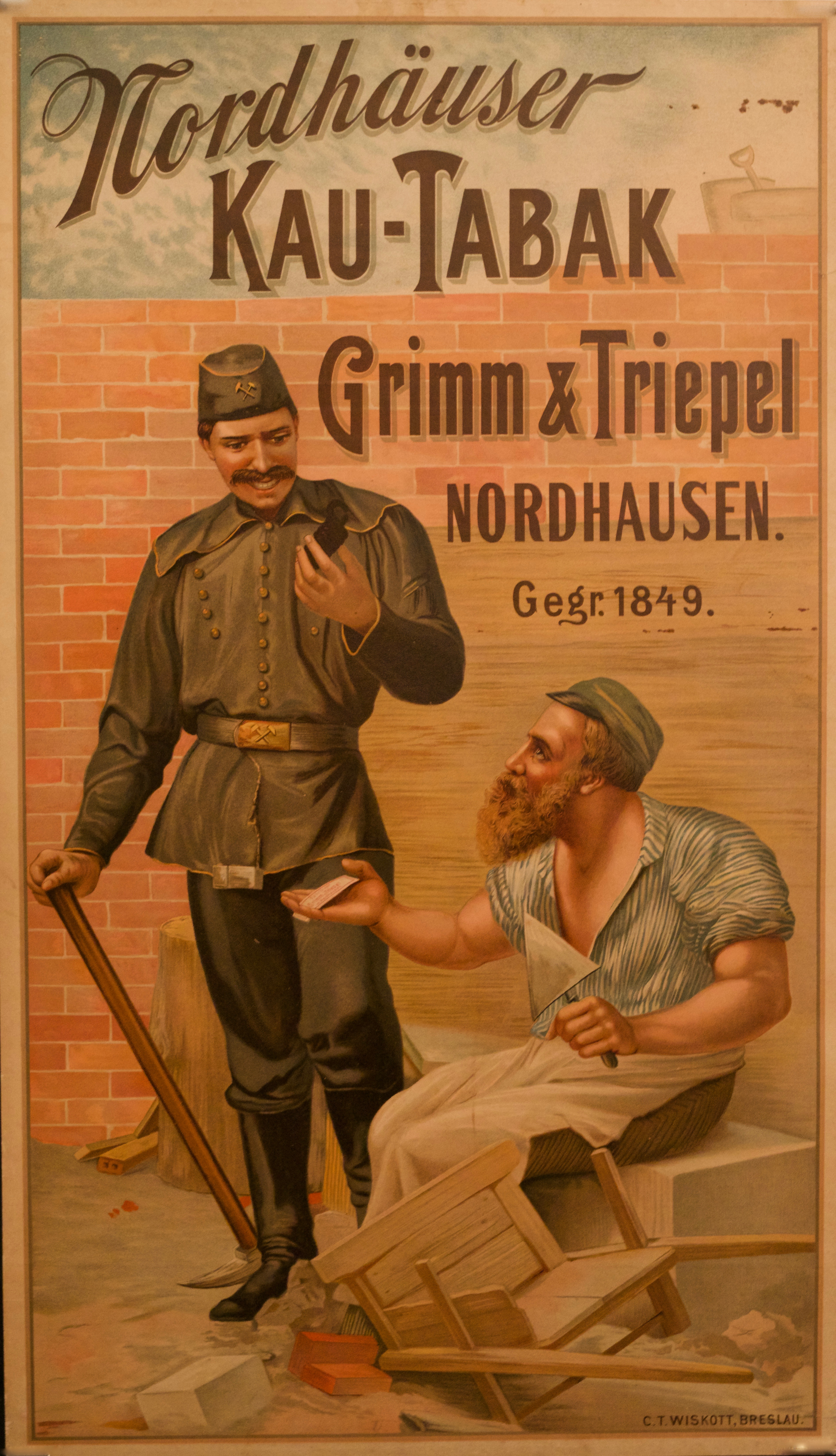
Grimm & Triepel Kruse社による噛みタバコの広告（1895年）

噛むことは、タバコを摂取する最古の方法の1つである。南北アメリカ双方の先住民たちは、ヨーロッパ人がやってくるはるか前から、コカの葉と同じように、しばしば石灰を混ぜた植物の葉を噛んでいた。
アメリカ南部はタバコ農業が盛んで、世界中でプレミアム価格で取引がなされていた。タバコ農家でなくとも、ほとんどの農家は自家使用分に少量栽培を行ったり、近隣のタバコ農家と取引していた。19世紀後半に入ると、南部で大手タバコ会社が設立され、ウィンストン・セーラム（ノースカロライナ州）、ダーラム（ノースカロライナ州）、リッチモンド（バージニア州）が最大の雇用主の一つとなり、商業販売が重要となった。アメリカのタバコ産業は南部人が支配しており、ニュージャージー州に本社を置く「ヘルム・タバコ・カンパニー」のような大企業でさえ、元南部連合軍将校のジョージ・ワシントン・ヘルムが社長を務めていた。1938年、R.J.レイノルズは84銘柄の噛みタバコ、12銘柄の有煙タバコ、そして一番の売れ筋であるキャメル・ブランドのシガレットを販売していた。R.J.レイノルズは噛みタバコの大量販売を行っていたが、その市場は1910年頃にピークを迎えた。
1860年代後半のアメリカ南部の歴史家が、栽培地での一般的な使用方法について、階級や性別に着目して以下のように報告している。
噛みタバコはアメリカ南東部の一部の地域では若い男性が主に使用しているが、他の地域や年齢層で使用されていないというわけではない。2006年9月にバージニア州上院議員選挙の共和党・民主党両党の候補者たちは、共に噛みタバコの使用を認め、それが子供らに悪い見本になるという意見で一致した。
19世紀後半にアメリカ西部で噛みタバコの人気がピークであった頃には「スピトゥーン（spittoon、痰壺）」と呼ばれる器具が公私ともにいたるところ（パーラーや車など）に設置されていた。スピトゥーンは、口内に溜まった余分な汁や唾液を吐き捨てるものだった。噛みタバコの人気が下がるにつれ、スピトゥーンは西部開拓時代の遺物となり、博物館以外ではほとんど見られなくなった。ただ、アメリカ上院の旧議場には、伝統としてスピトゥーンが置かれている。

## 種類
噛みタバコにはいくつかの種類がある。

### ルーズリーフ（Loose-leaf）
ルーズリーフは、噛みタバコでもっとも広く普及しているタイプのものである。細かく切ったタバコの葉に甘味料や香料を加えたもので、通常は3オンス（約1.5kg）の袋に入れて販売されている。ルーズリーフは、甘味料を加えているため、粘り気のある食感が特徴である。一般的なルーズリーフ・チューイング・タバコのブランドには、Red Man、Levi Garrett、Beechnut、Stoker'sなどがある。

### ディップ（Dip）
ディップは、タバコの葉を細かく細断し、ものによって甘味を加え、通常はフレーバーも添加されたものである。通常は1.2オンスの缶で販売されている。細かくカットされているがために、粒状に近い食感となっている。またルーズリーフと比較してかなりニコチンの含有量が多い。缶の中でタバコがくっついてしまい、「パッキング」しないと簡単には使用できない。フレーバーは、ナチュラル、ウィンターグリーン、ミント、フルーティーなものなど、さまざまな種類がある。一般的には、コペンハーゲン、スコール、グリズリーなどのブランドがある。缶は1本ずつ、または5本単位で販売されている。

### プラグ（Plug）

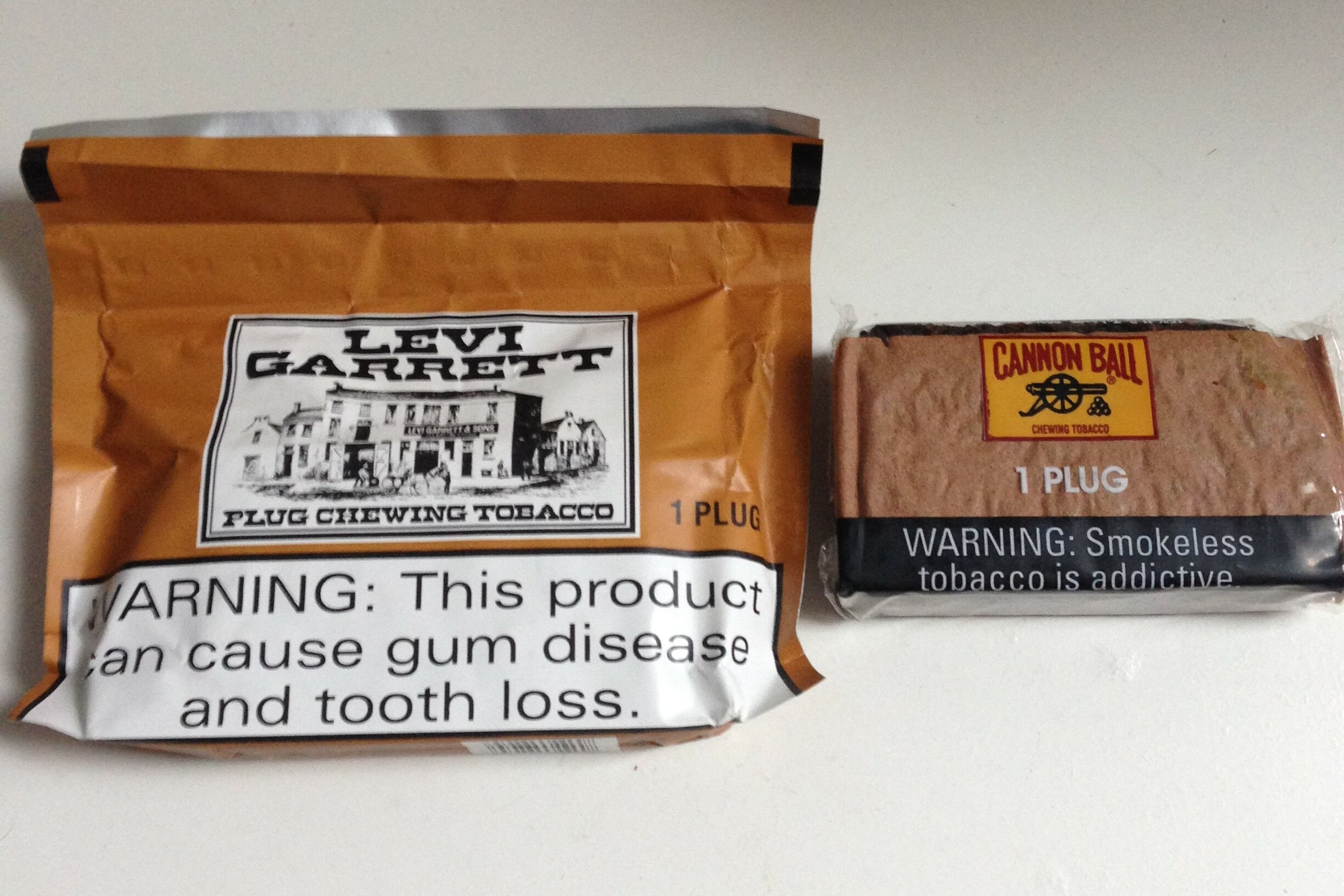
アメリカ産のプラグタイプの噛みタバコ

プラグは、タバコの葉をプラグと呼ばれる四角いレンガ状の塊に押し固めたものである。これを噛み砕いたり、切り取って咀嚼する。プラグの人気は低下しており、ルーズリーフに比べると入手しにくい。歴史的にはパイプで吸ったり、噛んだりしていたが、現在ではこれらは異なるものになっている。

### ツイスト（Twist）
ツイストは、タバコを練り合わせてロープ状にしたものである。多くのルーズリーフと異なり、ツイストは通常甘くない。ツイストのピースは噛み切るか、予めカットしてから用いる。ツイストはマイナーで、主にアパラチア地方で見られる。歴史的にツイストはパイプで吸ったり、粉砕して嗅ぎタバコにして利用することもあった。

### チューバッグ（Chew bags）
チューバッグ（Chew bags、直訳で咀嚼袋）は伝統的にカットされたタバコを0.5～1.0gの小さな袋に入れたものである。チューバッグはほかの噛みタバコと同じように使用されるが、外観はスヌースにも近い。欧州委員会のEBTI（European Binding Tariff Information）の定義では、カットまたはファインカットのタバコフレーク（幅1～2mm、長さ2～6mm）を小袋に詰めたものとなっている。消費者は、小袋を上唇の間に挟み、噛むことで、フレーバーやニコチンの量をコントロールし楽しむ。

## 健康問題
経口及び唾液たばこは、口腔癌の前兆である白板症のリスクを高める。噛みタバコは、特に口腔・咽喉癌を引き起こすことが知られている。国際がん研究機関によれば「一部の健康学者は無煙タバコを禁煙プログラムに用いることを提案し、それによって喫煙者の発がん性物質への曝露やがんのリスクを部分的に減らすことができると暗黙的または明示的に主張している。しかし、これらの主張は入手可能な証拠によって裏付けられているわけではない」。

## 噛みタバコとベースボール
1845年にベースボールのルールが決められた時、噛みタバコはプレーヤーやコーチが使用するありふれたものであったが、その発がん性については知られていなかった。1900年代初頭には、選手の間で無煙タバコの使用が横行していた。ベースボール界において、噛みタバコの使用は、紙巻きたばこが普及して無煙タバコが取って代われる20世紀半ばまで着実に増加していった。しかし、今日では噛みタバコよりもディッピング・タバコを使用する選手の方が増えている。

### 噛みタバコの影響を受けた著名な選手
以下に示すように結果的に口腔がんで亡くなった著名な選手は少なくない。止めたジョー・ガラジオラは、噛みタバコについて警告している。
ビル・タトルはメジャーリーグの選手で、ベースボールだけでなく、噛みタバコ反対運動でも大きな名を残した。タトルは、デトロイト・タイガース、カンザスシティ・アスレチックス、ミネソタ・ツインズの外野手として活躍した選手であり、野球カードにもタバコで頬を膨らませた姿が描かれているほどのタバコ好きだった。無煙タバコを始めて約40年後、口の中に重度の腫瘍ができ、皮膚を突き破った。亡くなる数年前には、タトルは多くの歯、顎の骨、歯茎、そして右頬骨を切除することになり、味蕾も取り除いた。晩年のタトルは、子供たちが噛みタバコを目にしたり、影響を受けたりしないように、テレビカメラに映る場所では噛みタバコを使用しないようにメジャーリーグの球団に働きかけていた。また、友人である元メジャーリーガーのジョー・ガラギオラが運営していた「全米唾液たばこ教育プログラム」にも時間を割いた。タトルは1998年7月27日、5年間の癌との闘いの末に亡くなった。
史上最も有名な選手であろうベーブ・ルースの死因は咽頭癌であった。1940年代半ば、ルースは鼻咽頭癌（上咽頭の癌）と診断された。このがんの原因のトップはアルコールとタバコであり、ルースはそのどちらも重用していた。
ブルックリン・ドジャースのピッチングで19歳でキャリアをスタートさせたレックス・バーニーは、後に振り返って、コーチに「メジャーリーグのピッチャーになりたいと思ったら、噛みタバコを始めろ」と言われたと語っている。バーニーはタバコを噛むことで病気にかかり、先発するはずだった初戦に出場できなかった。
殿堂入りを果たした外野手であるトニー・グウィンは、2014年6月16日に唾液腺癌で亡くなった。彼は癌の原因が長年にわたる噛みタバコやディッピング・タバコの服用のせいだと述べていた。

### ベースボール選手の使用が青少年に与える影響
選手による試合中のタバコの使用を禁止すべきか否かは論争がある。メジャーリーグの選手協会はタバコは合法的な物質であり、試合中での使用は問題ないという声明を出している。しかし、ハーバード大学公衆衛生大学院のグレゴリー・コノリー教授は「選手による無煙たばこの使用は、青少年、特にスポーツをしている若い男性に強力なロールモデル効果をもたらし、その中には将来プロのスポーツ選手として活躍するようになっても、依存症が残ってしまう人もいる」と指摘している。コノリーによれば、マイナーリーグの選手の4分の1と、メジャーリーグの選手の3分の1が試合中の噛みタバコの禁止を支持している。2011年のワールドシリーズ（セントルイス・カージナルス対テキサス・レンジャーズ戦）では、健康上の問題から、MLBに噛みタバコの使用禁止が求められた。

### 略年譜
- 1845年：ベースボールルールの制定。選手の間では既に噛みタバコが普及していた[15]。
- 1890年：ロバート・コッホ博士が、噛みタバコの唾液が結核の蔓延につながっていることを証明する。これにより一般の噛みタバコの利用は減少したが、選手の使用は続けられた[16]。
- 1909年：アメリカの有名選手であったホーナス・ワグナーは、アメリカン・タバコ社にベースボールカード（シガレットカード）のシリーズから自分を外すように要求する。未成年者に対する喫煙の影響を考慮していた[15]。
- 1948年：ベーブ・ルースが咽頭がんのため53歳で死去[11]。
- 1950年代：タバコへの移行に伴い、無煙タバコの使用が減少[12]。
- 1970年：アメリカ政府が喫煙の潜在的リスクに警鐘を鳴らし始めたことで、選手たちの無煙タバコの使用が再び増加する[12]。
- 1984年：オクラホマ州タリヒナのタリヒナ高校でトラック競技のメダルを28個獲得したショーン・マーシーが、12歳の頃から6年間コペンハーゲンの嗅ぎタバコを吸っていたことが原因で、19歳で口腔がんのため死亡[17]。
- 1986年：6月20日に故ショーン・マーシーの母親であるベティ・アン・マーシーがユナイテッド・ステーツ・タバコ・カンパニーを相手取り、1億3700万ドルと、苦痛に対する1000万ドルの賠償を求めるが敗訴。マーシーは裁判の中で息子が嗅ぎタバコを安全だと信じていたのは警告表示がなかったこと、元ダラス・カウボーイのランニングバック、ウォルト・ギャリソンなどのスポーツ選手が宣伝していたからだと証言した。病気の初期段階でショーンの治療にあたったカール・フック医師は、10代の口腔がんは嗅ぎタバコが原因であると証言した[18]。
- 1989年：ベティ・アン・マーシーが、1989年1月10日に米国第10巡回区控訴裁判所での上告取り下げ[19]。
- 1993年：マイナーリーグにおいて、選手・コーチ・スタッフの試合中の無煙タバコの使用を禁止にする[20]。
- 1998年：元MLB選手で、反噛みタバコ運動のスポークスマンであったビル・タトルが5年間の癌との闘病の末、69歳で死去[10]。
- 2010年：サンディエゴ・パドレスのHOFであるトニー・グウィンが唾液腺癌と診断される[21]。本人は未だに利用していた噛みタバコが原因だと語った（2014年に死去）。
- 2011年：5年間の新たな労使協定により、試合前後のインタビューでの無煙たばこの使用を禁止。ただし、缶やポーチを見えないようにしていれば、試合中の使用は禁止されていない。
- 2016年：新たな労働協約により、メジャーリーグの新入団選手全員に対する無煙たばこの使用を禁止[22][23]。

## 統計情報
10代のすべてのたばこ製品の使用量は減少している中で、噛みタバコの使用量は増加している。これは特に白人男性とヒスパニック系男性に当てはまる。1970年当時には、65歳以上の男性が18-24歳の5倍の無煙タバコの使用者であった（人口の12.7％が65歳以上の男性使用者、2.2％が18-24歳の男性使用者）。
アメリカ疾病予防管理センターによる2009年の調査では、アメリカの高校生の8.9％が、調査日から30日前以内に無煙たばこを使用していたことがわかった。使用は女性（2.2％）よりも男性（15.0％）、黒人（3.3％）またはヒスパニック（5.1％）よりも白人（11.9％）が多くみられた。また、高校生使用者が多かったトップ5の州はワイオミング（16.2％）、ノースダコタ（15.3％）、サウスダコタ（14.6％）、モンタナ（14.6％）、ウェストバージニア（14.4％）であった。